# Тешанович, Нада
Нада Тешанович (серб. Нада Тешановић, хорв. Nada Tešanović, род. 11 июля 1952 года, Баня-Лука, СФРЮ) — министр по вопросам семьи, молодежи и спорта Республики Сербской, занявшая этот пост 29 декабря 2010 года. По национальности хорватка.

## Биография
Нада Тешанович родилась 11 июля 1952 года в Баня-Луке. В этом городе окончила гимназию, а высшее образование получила на экономическом факультете в Загребе. Затем преподавала в Экономической школе в родной Баня-Луке. В 2000 году была депутатом городской Скупщины, а спустя два года была выбрана депутатом Народной скупщины РС. В 2006 году Тешанович была вице-спикером Скупщины. В настоящее время является заместителем главы Союза независимых социал-демократов.